# Copa Davis 2019 − Fase final
La fase final de la Copa Davis 2019, també coneguda com a Davis Cup Finals 2019, correspon al nivell més alt de la Copa Davis 2019 i substitueix l'antic "Grup Mundial" pel nou format de Copa Davis estrenat en aquesta edició. L'esdeveniment es va disputar entre el 18 i el 24 de novembre de 2019 en la Caja Mágica de Madrid (Espanya).

## Equips
Equips classificats:
- 4 semifinalistes del Grup Mundial de l'edició anterior
- 12 guanyadors de la fase de classificació
- 2 equips convidats

| Equips participants | Equips participants | Equips participants | Equips participants | Equips participants | Equips participants |
| ------------------- | ------------------- | ------------------- | ------------------- | ------------------- | ------------------- |
| Alemanya            | Argentina (WC)      | Austràlia           | Bèlgica             | Canadà              | Colòmbia            |
| Croàcia             | Espanya             | Estats Units        | França              | Itàlia              | Japó                |
| Kazakhstan          | Països Baixos       | Regne Unit (WC)     | Rússia              | Sèrbia              | Xile                |

Cada equip nacional està format per cinc jugadors amb un capità. La formació de l'equip s'havia d'anunciar vint dies abans de l'inici del torneig i només podia ser substituït en cas de lesió important.

### Caps de sèrie
| 1. França 2. Croàcia 3. Argentina 4. Bèlgica 5. Regne Unit 6. Estats Units | 1. Espanya 2. Sèrbia 3. Austràlia 4. Itàlia 5. Alemanya 6. Kazakhstan | 1. Canadà 2. Japó 3. Colòmbia 4. Països Baixos 5. Rússia 6. Xile |

## Format
| Dates                                | Ronda           | Equips                                                |
| ------------------------------------ | --------------- | ----------------------------------------------------- |
| 18−21 de novembre (dilluns−dijous)   | Round Robin     | 18 (6 grups de 3 equips)                              |
| 21−22 de novembre (dijous−divendres) | Quarts de final | 8 (6 guanyadors grups + 2 millors segons)             |
| 23 de novembre (dissabte)            | Semifinals      | 4 (classificats automàticament Davis Cup Finals 2020) |
| 24 de novembre (diumenge)            | Final           | 2                                                     |

## Fase de grups

### Resum
| Grup | Primer     | Primer | Primer | Primer | Segon        | Segon | Segon | Segon | Tercer        | Tercer | Tercer | Tercer |
| Grup | País       | E      | P      | S      | País         | E     | P     | S     | País          | E      | P      | S      |
| ---- | ---------- | ------ | ------ | ------ | ------------ | ----- | ----- | ----- | ------------- | ------ | ------ | ------ |
| A    | Sèrbia     | 2−0    | 5−1    | 10−2   | França       | 1−1   | 3−3   | 6−7   | Japó          | 0−2    | 1−5    | 3−10   |
| B    | Espanya    | 2−0    | 5−1    | 11−2   | Rússia       | 1−1   | 4−2   | 8−6   | Croàcia       | 0−2    | 0−6    | 1−12   |
| C    | Alemanya   | 2−0    | 5−1    | 11−4   | Argentina    | 1−1   | 3−3   | 8−6   | Xile          | 0−2    | 1−5    | 2−11   |
| D    | Austràlia  | 2−0    | 5−1    | 10−3   | Bèlgica      | 1−1   | 3−3   | 7−7   | Colòmbia      | 0−2    | 1−5    | 4−11   |
| E    | Regne Unit | 2−0    | 4−2    | 10−5   | Kazakhstan   | 1−1   | 3−3   | 7−7   | Països Baixos | 0−2    | 2−4    | 5−10   |
| F    | Canadà     | 2−0    | 4−2    | 9−5    | Estats Units | 1−1   | 3−3   | 7−8   | Itàlia        | 0−2    | 2−4    | 7−10   |

### Grup A

#### Classificació
| CS | País   | França | Sèrbia | Japó  | Punts | Partits | Sets   | Pos. |
| 1  | França |        | 1 − 2  | 2 − 1 | 1 − 1 | 3 − 3   | 6 − 7  | 2    |
| 8  | Sèrbia | 2 − 1  |        | 3 − 0 | 2 − 0 | 5 − 1   | 10 − 2 | 1    |
| 14 | Japó   | 1 − 2  | 0 − 3  |       | 0 − 2 | 1 − 5   | 3 − 10 | 3    |

#### França vs. Japó
| · França · 2 | Estadio Arantxa Sánchez Vicario 19 de novembre de 2019 Dura interior | Estadio Arantxa Sánchez Vicario 19 de novembre de 2019 Dura interior    | · Japó · 1 |     |     |  |
| \| \| \| \| 1 \| 2 \| 3 \| \| \| - \| ------------- \| ----------------------------------------------------------------------- \| ---- \| --- \| --- \| \| \| 1 \| França · Japó \| Jo-Wilfried Tsonga Yasutaka Uchiyama \| 6 2 \| 6 1 \| \| \| \| 2 \| França · Japó \| Gaël Monfils Yoshihito Nishioka \| 5 7 \| 2 6 \| \| \| \| 3 \| França · Japó \| Pierre-Hugues Herbert / Nicolas Mahut Ben McLachlan / Yasutaka Uchiyama \| 64 7 \| 6 4 \| 7 5 \| \| |                                                                      |                                                                         |            |     |     |  |
| |                                                                      |                                                                         | 1          | 2   | 3   |  |
| 1 | França · Japó                                                        | Jo-Wilfried Tsonga Yasutaka Uchiyama                                    | 6 2        | 6 1 |     |  |
| 2 | França · Japó                                                        | Gaël Monfils Yoshihito Nishioka                                         | 5 7        | 2 6 |     |  |
| 3 | França · Japó                                                        | Pierre-Hugues Herbert / Nicolas Mahut Ben McLachlan / Yasutaka Uchiyama | 64 7       | 6 4 | 7 5 |  |

#### Sèrbia vs. Japó
| · Sèrbia · 3 | Estadio Manolo Santana 20 de novembre de 2019 Dura interior | Estadio Manolo Santana 20 de novembre de 2019 Dura interior         | · Japó · 0 |      |   |  |
| \| \| \| \| 1 \| 2 \| 3 \| \| \| - \| ------------- \| ------------------------------------------------------------------- \| ---- \| ---- \| - \| \| \| 1 \| Sèrbia · Japó \| Filip Krajinović Yūichi Sugita \| 6 2 \| 6 4 \| \| \| \| 2 \| Sèrbia · Japó \| Novak Đoković Yoshihito Nishioka \| 6 1 \| 6 2 \| \| \| \| 3 \| Sèrbia · Japó \| Janko Tipsarević / Viktor Troicki Ben McLachlan / Yasutaka Uchiyama \| 7 6⁵ \| 7 64 \| \| \| |                                                             |                                                                     |            |      |   |  |
| |                                                             |                                                                     | 1          | 2    | 3 |  |
| 1 | Sèrbia · Japó                                               | Filip Krajinović Yūichi Sugita                                      | 6 2        | 6 4  |   |  |
| 2 | Sèrbia · Japó                                               | Novak Đoković Yoshihito Nishioka                                    | 6 1        | 6 2  |   |  |
| 3 | Sèrbia · Japó                                               | Janko Tipsarević / Viktor Troicki Ben McLachlan / Yasutaka Uchiyama | 7 6⁵       | 7 64 |   |  |

#### França vs. Sèrbia
| · França · 1 | Estadio Manolo Santana 21 de novembre de 2019 Dura interior | Estadio Manolo Santana 21 de novembre de 2019 Dura interior             | · Sèrbia · 2 |      |   |  |
| \| \| \| \| 1 \| 2 \| 3 \| \| \| - \| --------------- \| ----------------------------------------------------------------------- \| --- \| ---- \| - \| \| \| 1 \| França · Sèrbia \| Jo-Wilfried Tsonga Filip Krajinović \| 5 7 \| 6⁵ 7 \| \| \| \| 2 \| França · Sèrbia \| Benoît Paire Novak Đoković \| 3 6 \| 3 6 \| \| \| \| 3 \| França · Sèrbia \| Pierre-Hugues Herbert / Nicolas Mahut Janko Tipsarević / Viktor Troicki \| 6 4 \| 6 4 \| \| \| |                                                             |                                                                         |              |      |   |  |
| |                                                             |                                                                         | 1            | 2    | 3 |  |
| 1 | França · Sèrbia                                             | Jo-Wilfried Tsonga Filip Krajinović                                     | 5 7          | 6⁵ 7 |   |  |
| 2 | França · Sèrbia                                             | Benoît Paire Novak Đoković                                              | 3 6          | 3 6  |   |  |
| 3 | França · Sèrbia                                             | Pierre-Hugues Herbert / Nicolas Mahut Janko Tipsarević / Viktor Troicki | 6 4          | 6 4  |   |  |

### Grup B

#### Classificació
| CS | País    | Croàcia | Espanya | Rússia | Punts | Partits | Sets   | Pos. |
| 2  | Croàcia |         | 0 − 3   | 0 − 3  | 0 − 2 | 0 − 6   | 1 − 12 | 3    |
| 7  | Espanya | 3 − 0   |         | 2 − 1  | 2 − 0 | 5 − 1   | 11 − 2 | 1    |
| 17 | Rússia  | 3 − 0   | 1 − 2   |        | 1 − 1 | 4 − 2   | 8 − 6  | 2    |

#### Croàcia vs. Rússia
| · Croàcia · 0 | Estadio Manolo Santana 18 de novembre de 2019 Dura interior | Estadio Manolo Santana 18 de novembre de 2019 Dura interior | · Rússia · 3 |     |     |  |
| \| \| \| \| 1 \| 2 \| 3 \| \| \| - \| ---------------- \| ----------------------------------------------------------- \| ---- \| --- \| --- \| \| \| 1 \| Croàcia · Rússia \| Borna Gojo Andrei Rubliov \| 3 6 \| 3 6 \| \| \| \| 2 \| Croàcia · Rússia \| Borna Ćorić Karén Khatxànov \| 7 64 \| 4 6 \| 4 6 \| \| \| 3 \| Croàcia · Rússia \| Ivan Dodig / Nikola Mektić Karén Khatxànov / Andrei Rubliov \| 63 7 \| 4 6 \| \| \| |                                                             |                                                             |              |     |     |  |
| |                                                             |                                                             | 1            | 2   | 3   |  |
| 1 | Croàcia · Rússia                                            | Borna Gojo Andrei Rubliov                                   | 3 6          | 3 6 |     |  |
| 2 | Croàcia · Rússia                                            | Borna Ćorić Karén Khatxànov                                 | 7 64         | 4 6 | 4 6 |  |
| 3 | Croàcia · Rússia                                            | Ivan Dodig / Nikola Mektić Karén Khatxànov / Andrei Rubliov | 63 7         | 4 6 |     |  |

#### Espanya vs. Rússia
| · Espanya · 2 | Estadio Manolo Santana 19 de novembre de 2019 Dura interior | Estadio Manolo Santana 19 de novembre de 2019 Dura interior          | · Rússia · 1 |      |      |  |
| \| \| \| \| 1 \| 2 \| 3 \| \| \| - \| ---------------- \| -------------------------------------------------------------------- \| --- \| ---- \| ---- \| \| \| 1 \| Espanya · Rússia \| Roberto Bautista Agut Andrei Rubliov \| 6 3 \| 3 6 \| 60 7 \| \| \| 2 \| Espanya · Rússia \| Rafael Nadal Karén Khatxànov \| 6 3 \| 7 67 \| \| \| \| 3 \| Espanya · Rússia \| Marcel Granollers / Feliciano López Karén Khatxànov / Andrei Rubliov \| 6 4 \| 7 6⁵ \| \| \| |                                                             |                                                                      |              |      |      |  |
| |                                                             |                                                                      | 1            | 2    | 3    |  |
| 1 | Espanya · Rússia                                            | Roberto Bautista Agut Andrei Rubliov                                 | 6 3          | 3 6  | 60 7 |  |
| 2 | Espanya · Rússia                                            | Rafael Nadal Karén Khatxànov                                         | 6 3          | 7 67 |      |  |
| 3 | Espanya · Rússia                                            | Marcel Granollers / Feliciano López Karén Khatxànov / Andrei Rubliov | 6 4          | 7 6⁵ |      |  |

#### Croàcia vs. Espanya
| · Croàcia · 0 | Estadio Manolo Santana 20 de novembre de 2019 Dura interior | Estadio Manolo Santana 20 de novembre de 2019 Dura interior | · Espanya · 3 |     |   |  |
| \| \| \| \| 1 \| 2 \| 3 \| \| \| - \| ----------------- \| -------------------------------------------------------- \| --- \| --- \| - \| \| \| 1 \| Croàcia · Espanya \| Nikola Mektić Roberto Bautista Agut \| 1 6 \| 3 6 \| \| \| \| 2 \| Croàcia · Espanya \| Borna Gojo Rafael Nadal \| 4 6 \| 3 6 \| \| \| \| 3 \| Croàcia · Espanya \| Ivan Dodig / Mate Pavić Marcel Granollers / Rafael Nadal \| 3 6 \| 4 6 \| \| \| |                                                             |                                                             |               |     |   |  |
| |                                                             |                                                             | 1             | 2   | 3 |  |
| 1 | Croàcia · Espanya                                           | Nikola Mektić Roberto Bautista Agut                         | 1 6           | 3 6 |   |  |
| 2 | Croàcia · Espanya                                           | Borna Gojo Rafael Nadal                                     | 4 6           | 3 6 |   |  |
| 3 | Croàcia · Espanya                                           | Ivan Dodig / Mate Pavić Marcel Granollers / Rafael Nadal    | 3 6           | 4 6 |   |  |

### Grup C

#### Classificació
| CS | País      | Argentina | Alemanya | Xile  | Punts | Partits | Sets   | Pos. |
| 3  | Argentina |           | 0 − 3    | 3 − 0 | 1 − 1 | 3 − 3   | 8 − 6  | 2    |
| 11 | Alemanya  | 3 − 0     |          | 2 − 1 | 2 − 0 | 5 − 1   | 11 − 4 | 1    |
| 18 | Xile      | 0 − 3     | 1 − 2    |       | 0 − 2 | 1 − 5   | 2 − 11 | 3    |

#### Argentina vs. Xile
| · Argentina · 3 | Estadio Manolo Santana 19 de novembre de 2019 Dura interior | Estadio Manolo Santana 19 de novembre de 2019 Dura interior              | · Xile · 0 |     |   |  |
| \| \| \| \| 1 \| 2 \| 3 \| \| \| - \| ---------------- \| ------------------------------------------------------------------------ \| --- \| --- \| - \| \| \| 1 \| Argentina · Xile \| Guido Pella Nicolás Jarry \| 6 4 \| 6 3 \| \| \| \| 2 \| Argentina · Xile \| Diego Schwartzman Cristian Garín \| 6 2 \| 6 2 \| \| \| \| 3 \| Argentina · Xile \| Máximo González / Leonardo Mayer Nicolás Jarry / Hans Podlipnik Castillo \| 6 3 \| 7 5 \| \| \| |                                                             |                                                                          |            |     |   |  |
| |                                                             |                                                                          | 1          | 2   | 3 |  |
| 1 | Argentina · Xile                                            | Guido Pella Nicolás Jarry                                                | 6 4        | 6 3 |   |  |
| 2 | Argentina · Xile                                            | Diego Schwartzman Cristian Garín                                         | 6 2        | 6 2 |   |  |
| 3 | Argentina · Xile                                            | Máximo González / Leonardo Mayer Nicolás Jarry / Hans Podlipnik Castillo | 6 3        | 7 5 |   |  |

#### Argentina vs. Alemanya
| · Argentina · 0 | Estadio Arantxa Sánchez Vicario 20 de novembre de 2019 Dura interior | Estadio Arantxa Sánchez Vicario 20 de novembre de 2019 Dura interior | · Alemanya · 3 |      |       |  |
| \| \| \| \| 1 \| 2 \| 3 \| \| \| - \| -------------------- \| -------------------------------------------------------------- \| ---- \| ---- \| ----- \| \| \| 1 \| Argentina · Alemanya \| Guido Pella Philipp Kohlschreiber \| 6 1 \| 3 6 \| 4 6 \| \| \| 2 \| Argentina · Alemanya \| Diego Schwartzman Jan-Lennard Struff \| 3 6 \| 68 7 \| \| \| \| 3 \| Argentina · Alemanya \| Máximo González / Leonardo Mayer Kevin Krawietz / Andreas Mies \| 7 64 \| 6² 7 \| 618 7 \| \| |                                                                      |                                                                      |                |      |       |  |
| |                                                                      |                                                                      | 1              | 2    | 3     |  |
| 1 | Argentina · Alemanya                                                 | Guido Pella Philipp Kohlschreiber                                    | 6 1            | 3 6  | 4 6   |  |
| 2 | Argentina · Alemanya                                                 | Diego Schwartzman Jan-Lennard Struff                                 | 3 6            | 68 7 |       |  |
| 3 | Argentina · Alemanya                                                 | Máximo González / Leonardo Mayer Kevin Krawietz / Andreas Mies       | 7 64           | 6² 7 | 618 7 |  |

#### Alemanya vs. Xile
| · Alemanya · 2 | Estadio Arantxa Sánchez Vicario 21 de novembre de 2019 Dura interior | Estadio Arantxa Sánchez Vicario 21 de novembre de 2019 Dura interior        | · Xile · 1 |     |      |  |
| \| \| \| \| 1 \| 2 \| 3 \| \| \| - \| --------------- \| --------------------------------------------------------------------------- \| ---- \| --- \| ---- \| \| \| 1 \| Alemanya · Xile \| Philipp Kohlschreiber Nicolás Jarry \| 6 4 \| 6 3 \| \| \| \| 2 \| Alemanya · Xile \| Jan-Lennard Struff Cristian Garín \| 7 63 \| 67 \| 68 7 \| \| \| 3 \| Alemanya · Xile \| Kevin Krawietz / Andreas Mies Marcelo Tomás Barrios Vera / Alejandro Tabilo \| 7 63 \| 6 3 \| \| \| |                                                                      |                                                                             |            |     |      |  |
| |                                                                      |                                                                             | 1          | 2   | 3    |  |
| 1 | Alemanya · Xile                                                      | Philipp Kohlschreiber Nicolás Jarry                                         | 6 4        | 6 3 |      |  |
| 2 | Alemanya · Xile                                                      | Jan-Lennard Struff Cristian Garín                                           | 7 63       | 67  | 68 7 |  |
| 3 | Alemanya · Xile                                                      | Kevin Krawietz / Andreas Mies Marcelo Tomás Barrios Vera / Alejandro Tabilo | 7 63       | 6 3 |      |  |

### Grup D

#### Classificació
| CS | País      | Bèlgica | Austràlia | Colòmbia | Punts | Partits | Sets   | Pos. |
| 4  | Bèlgica   |         | 1 − 2     | 2 − 1    | 1 − 1 | 3 − 3   | 7 − 7  | 2    |
| 9  | Austràlia | 2 − 1   |           | 3 − 0    | 2 − 0 | 5 − 1   | 10 − 3 | 1    |
| 15 | Colòmbia  | 1 − 2   | 0 − 3     |          | 0 − 2 | 1 − 5   | 4 − 11 | 3    |

#### Bèlgica vs. Colòmbia
| · Bèlgica · 2 | Estadio 3 18 de novembre de 2019 Dura interior | Estadio 3 18 de novembre de 2019 Dura interior                   | · Colòmbia · 1 |     |      |  |
| \| \| \| \| 1 \| 2 \| 3 \| \| \| - \| ------------------ \| ---------------------------------------------------------------- \| ---- \| --- \| ---- \| \| \| 1 \| Bèlgica · Colòmbia \| Steve Darcis Santiago Giraldo \| 6 3 \| 6 2 \| \| \| \| 2 \| Bèlgica · Colòmbia \| David Goffin Daniel Elahi Galán \| 3 6 \| 6 3 \| 6 3 \| \| \| 3 \| Bèlgica · Colòmbia \| Sander Gillé / Joran Vliegen Juan Sebastián Cabal / Robert Farah \| 7 6⁵ \| 4 6 \| 63 7 \| \| |                                                |                                                                  |                |     |      |  |
| |                                                |                                                                  | 1              | 2   | 3    |  |
| 1 | Bèlgica · Colòmbia                             | Steve Darcis Santiago Giraldo                                    | 6 3            | 6 2 |      |  |
| 2 | Bèlgica · Colòmbia                             | David Goffin Daniel Elahi Galán                                  | 3 6            | 6 3 | 6 3  |  |
| 3 | Bèlgica · Colòmbia                             | Sander Gillé / Joran Vliegen Juan Sebastián Cabal / Robert Farah | 7 6⁵           | 4 6 | 63 7 |  |

#### Austràlia vs. Colòmbia
| · Austràlia · 3 | Estadio 3 19 de novembre de 2019 Dura interior | Estadio 3 19 de novembre de 2019 Dura interior                   | · Colòmbia · 0 |     |      |  |
| \| \| \| \| 1 \| 2 \| 3 \| \| \| - \| -------------------- \| ---------------------------------------------------------------- \| --- \| --- \| ---- \| \| \| 1 \| Austràlia · Colòmbia \| Nick Kyrgios Alejandro González \| 6 4 \| 6 4 \| \| \| \| 2 \| Austràlia · Colòmbia \| Alex de Minaur Daniel Elahi Galán \| 6 4 \| 6 3 \| \| \| \| 3 \| Austràlia · Colòmbia \| John Peers / Jordan Thompson Juan Sebastián Cabal / Robert Farah \| 6 3 \| 3 6 \| 7 6⁶ \| \| |                                                |                                                                  |                |     |      |  |
| |                                                |                                                                  | 1              | 2   | 3    |  |
| 1 | Austràlia · Colòmbia                           | Nick Kyrgios Alejandro González                                  | 6 4            | 6 4 |      |  |
| 2 | Austràlia · Colòmbia                           | Alex de Minaur Daniel Elahi Galán                                | 6 4            | 6 3 |      |  |
| 3 | Austràlia · Colòmbia                           | John Peers / Jordan Thompson Juan Sebastián Cabal / Robert Farah | 6 3            | 3 6 | 7 6⁶ |  |

#### Bèlgica vs. Austràlia
| · Bèlgica · 1 | Estadio 3 20 de novembre de 2019 Dura interior | Estadio 3 20 de novembre de 2019 Dura interior            | · Austràlia · 2 |      |   |           |
| \| \| \| \| 1 \| 2 \| 3 \| \| \| - \| ------------------- \| --------------------------------------------------------- \| --- \| ---- \| - \| --------- \| \| 1 \| Bèlgica · Austràlia \| Steve Darcis Nick Kyrgios \| 2 6 \| 6⁹ 7 \| \| \| \| 2 \| Bèlgica · Austràlia \| David Goffin Alex de Minaur \| 0 6 \| 64 7 \| \| \| \| 3 \| Bèlgica · Austràlia \| Sander Gillé / Joran Vliegen John Peers / Jordan Thompson \| 0 1 \| \| \| retirada1 \| |                                                |                                                           |                 |      |   |           |
| |                                                |                                                           | 1               | 2    | 3 |           |
| 1 | Bèlgica · Austràlia                            | Steve Darcis Nick Kyrgios                                 | 2 6             | 6⁹ 7 |   |           |
| 2 | Bèlgica · Austràlia                            | David Goffin Alex de Minaur                               | 0 6             | 64 7 |   |           |
| 3 | Bèlgica · Austràlia                            | Sander Gillé / Joran Vliegen John Peers / Jordan Thompson | 0 1             |      |   | retirada1 |

- Nota 1:  La retirada de l'equip australià en el partit de dobles es considera una victòria de Bèlgica per 6−0, 6−0.

### Grup E

#### Classificació
| CS | País          | Regne Unit | Kazakhstan | Països Baixos | Punts | Partits | Sets   | Pos. |
| 5  | Regne Unit    |            | 2 − 1      | 2 − 1         | 2 − 0 | 4 − 2   | 10 − 5 | 1    |
| 12 | Kazakhstan    | 1 − 2      |            | 2 − 1         | 1 − 1 | 3 − 3   | 7 − 7  | 2    |
| 16 | Països Baixos | 1 − 2      | 1 − 2      |               | 0 − 2 | 2 − 4   | 5 − 10 | 3    |

#### Kazakhstan vs. Països Baixos
| · Kazakhstan · 2 | Estadio 3 19 de novembre de 2019 Dura interior | Estadio 3 19 de novembre de 2019 Dura interior                       | · Països Baixos · 1 |      |      |  |
| \| \| \| \| 1 \| 2 \| 3 \| \| \| - \| -------------------------- \| -------------------------------------------------------------------- \| --- \| ---- \| ---- \| \| \| 1 \| Kazakhstan · Països Baixos \| Mikhaïl Kukuixkin Botic van de Zandschulp \| 6 2 \| 6 2 \| \| \| \| 2 \| Kazakhstan · Països Baixos \| Alexander Bublik Robin Haase \| 5 7 \| 6 3 \| 6⁵ 7 \| \| \| 3 \| Kazakhstan · Països Baixos \| Mikhaïl Kukuixkin / Alexander Bublik Robin Haase / Jean-Julien Rojer \| 6 4 \| 7 6² \| \| \| |                                                |                                                                      |                     |      |      |  |
| |                                                |                                                                      | 1                   | 2    | 3    |  |
| 1 | Kazakhstan · Països Baixos                     | Mikhaïl Kukuixkin Botic van de Zandschulp                            | 6 2                 | 6 2  |      |  |
| 2 | Kazakhstan · Països Baixos                     | Alexander Bublik Robin Haase                                         | 5 7                 | 6 3  | 6⁵ 7 |  |
| 3 | Kazakhstan · Països Baixos                     | Mikhaïl Kukuixkin / Alexander Bublik Robin Haase / Jean-Julien Rojer | 6 4                 | 7 6² |      |  |

#### Regne Unit vs. Països Baixos
| · Regne Unit · 2 | Estadio 3 20 de novembre de 2019 Dura interior | Estadio 3 20 de novembre de 2019 Dura interior                 | · Països Baixos · 1 |      |      |  |
| \| \| \| \| 1 \| 2 \| 3 \| \| \| - \| -------------------------- \| -------------------------------------------------------------- \| --- \| ---- \| ---- \| \| \| 1 \| Regne Unit · Països Baixos \| Andy Murray Tallon Griekspoor \| 67 \| 6 4 \| 7 6⁵ \| \| \| 2 \| Regne Unit · Països Baixos \| Dan Evans Robin Haase \| 6 3 \| 6⁵ 7 \| 4 6 \| \| \| 3 \| Regne Unit · Països Baixos \| Jamie Murray / Neal Skupski Wesley Koolhof / Jean-Julien Rojer \| 6 4 \| 7 6⁶ \| \| \| |                                                |                                                                |                     |      |      |  |
| |                                                |                                                                | 1                   | 2    | 3    |  |
| 1 | Regne Unit · Països Baixos                     | Andy Murray Tallon Griekspoor                                  | 67                  | 6 4  | 7 6⁵ |  |
| 2 | Regne Unit · Països Baixos                     | Dan Evans Robin Haase                                          | 6 3                 | 6⁵ 7 | 4 6  |  |
| 3 | Regne Unit · Països Baixos                     | Jamie Murray / Neal Skupski Wesley Koolhof / Jean-Julien Rojer | 6 4                 | 7 6⁶ |      |  |

#### Regne Unit vs. Kazakhstan
| · Regne Unit · 2 | Estadio 3 21 de novembre de 2019 Dura interior | Estadio 3 21 de novembre de 2019 Dura interior                   | · Kazakhstan · 1 |     |     |  |
| \| \| \| \| 1 \| 2 \| 3 \| \| \| - \| ----------------------- \| ---------------------------------------------------------------- \| --- \| --- \| --- \| \| \| 1 \| Regne Unit · Kazakhstan \| Kyle Edmund Mikhaïl Kukuixkin \| 6 3 \| 6 3 \| \| \| \| 2 \| Regne Unit · Kazakhstan \| Dan Evans Alexander Bublik \| 7 5 \| 4 6 \| 1 6 \| \| \| 3 \| Regne Unit · Kazakhstan \| Jamie Murray / Neal Skupski Mikhaïl Kukuixkin / Alexander Bublik \| 6 1 \| 6 4 \| \| \| |                                                |                                                                  |                  |     |     |  |
| |                                                |                                                                  | 1                | 2   | 3   |  |
| 1 | Regne Unit · Kazakhstan                        | Kyle Edmund Mikhaïl Kukuixkin                                    | 6 3              | 6 3 |     |  |
| 2 | Regne Unit · Kazakhstan                        | Dan Evans Alexander Bublik                                       | 7 5              | 4 6 | 1 6 |  |
| 3 | Regne Unit · Kazakhstan                        | Jamie Murray / Neal Skupski Mikhaïl Kukuixkin / Alexander Bublik | 6 1              | 6 4 |     |  |

### Grup F

#### Classificació
| CS | País         | Estats Units | Itàlia | Canadà | Punts | Partits | Sets   | Pos. |
| 6  | Estats Units |              | 2 − 1  | 1 − 2  | 1 − 1 | 3 − 3   | 7 − 8  | 2    |
| 10 | Itàlia       | 1 − 2        |        | 1 − 2  | 0 − 2 | 2 − 4   | 7 − 10 | 3    |
| 16 | Canadà       | 2 − 1        | 2 − 1  |        | 2 − 0 | 4 − 2   | 9 − 5  | 1    |

#### Itàlia vs. Canadà
| · Itàlia · 1 | Estadio Arantxa Sánchez Vicario 18 de novembre de 2019 Dura interior | Estadio Arantxa Sánchez Vicario 18 de novembre de 2019 Dura interior | · Canadà · 2 |      |      |  |
| \| \| \| \| 1 \| 2 \| 3 \| \| \| - \| --------------- \| ------------------------------------------------------------------- \| ---- \| ---- \| ---- \| \| \| 1 \| Itàlia · Canadà \| Fabio Fognini Vasek Pospisil \| 6⁵ 7 \| 5 7 \| \| \| \| 2 \| Itàlia · Canadà \| Matteo Berrettini Denis Shapovalov \| 6⁵ 7 \| 7 63 \| 6⁵ 7 \| \| \| 3 \| Itàlia · Canadà \| Matteo Berrettini / Fabio Fognini Vasek Pospisil / Denis Shapovalov \| 6 2 \| 3 6 \| 6 3 \| \| |                                                                      |                                                                      |              |      |      |  |
| |                                                                      |                                                                      | 1            | 2    | 3    |  |
| 1 | Itàlia · Canadà                                                      | Fabio Fognini Vasek Pospisil                                         | 6⁵ 7         | 5 7  |      |  |
| 2 | Itàlia · Canadà                                                      | Matteo Berrettini Denis Shapovalov                                   | 6⁵ 7         | 7 63 | 6⁵ 7 |  |
| 3 | Itàlia · Canadà                                                      | Matteo Berrettini / Fabio Fognini Vasek Pospisil / Denis Shapovalov  | 6 2          | 3 6  | 6 3  |  |

#### Estats Units vs. Canadà
| · Estats Units · 1 | Estadio Arantxa Sánchez Vicario 19 de novembre de 2019 Dura interior | Estadio Arantxa Sánchez Vicario 19 de novembre de 2019 Dura interior | · Canadà · 2 |     |   |           |
| \| \| \| \| 1 \| 2 \| 3 \| \| \| - \| --------------------- \| --------------------------------------------------------- \| ---- \| --- \| - \| --------- \| \| 1 \| Estats Units · Canadà \| Reilly Opelka Vasek Pospisil \| 6⁵ 7 \| 67 \| \| \| \| 2 \| Estats Units · Canadà \| Taylor Fritz Denis Shapovalov \| 6⁶ 7 \| 3 6 \| \| \| \| 3 \| Estats Units · Canadà \| Sam Querrey / Jack Sock Vasek Pospisil / Denis Shapovalov \| \| \| \| renúncia2 \| |                                                                      |                                                                      |              |     |   |           |
| |                                                                      |                                                                      | 1            | 2   | 3 |           |
| 1 | Estats Units · Canadà                                                | Reilly Opelka Vasek Pospisil                                         | 6⁵ 7         | 67  |   |           |
| 2 | Estats Units · Canadà                                                | Taylor Fritz Denis Shapovalov                                        | 6⁶ 7         | 3 6 |   |           |
| 3 | Estats Units · Canadà                                                | Sam Querrey / Jack Sock Vasek Pospisil / Denis Shapovalov            |              |     |   | renúncia2 |

- Nota 2:  La renúncia de l'equip canadenc en el partit de dobles es considera una victòria dels Estats Units per 6−0, 6−0.

#### Estats Units vs. Itàlia
| · Estats Units · 2 | Estadio Arantxa Sánchez Vicario 20 de novembre de 2019 Dura interior | Estadio Arantxa Sánchez Vicario 20 de novembre de 2019 Dura interior | · Itàlia · 1 |      |     |  |
| \| \| \| \| 1 \| 2 \| 3 \| \| \| - \| --------------------- \| ------------------------------------------------------ \| ---- \| ---- \| --- \| \| \| 1 \| Estats Units · Itàlia \| Reilly Opelka Fabio Fognini \| 4 6 \| 7 64 \| 3 6 \| \| \| 2 \| Estats Units · Itàlia \| Taylor Fritz Matteo Berrettini \| 5 7 \| 7 6⁵ \| 6 2 \| \| \| 3 \| Estats Units · Itàlia \| Sam Querrey / Jack Sock Simone Bolelli / Fabio Fognini \| 64 7 \| 7 6² \| 6 4 \| \| |                                                                      |                                                                      |              |      |     |  |
| |                                                                      |                                                                      | 1            | 2    | 3   |  |
| 1 | Estats Units · Itàlia                                                | Reilly Opelka Fabio Fognini                                          | 4 6          | 7 64 | 3 6 |  |
| 2 | Estats Units · Itàlia                                                | Taylor Fritz Matteo Berrettini                                       | 5 7          | 7 6⁵ | 6 2 |  |
| 3 | Estats Units · Itàlia                                                | Sam Querrey / Jack Sock Simone Bolelli / Fabio Fognini               | 64 7         | 7 6² | 6 4 |  |

## Fase final

### Quadre
|  | Quarts de final 21 - 22 de novembre             | Quarts de final 21 - 22 de novembre    | Quarts de final 21 - 22 de novembre |                                        |            | Semifinals 23 de novembre | Semifinals 23 de novembre              | Semifinals 23 de novembre |  |    | Final 24 de novembre | Final 24 de novembre | Final 24 de novembre |
|  |                                                 |                                        |                                     |                                        |            |                           |                                        |                           |  |    |                      |                      |                      |
|  | 22 de novembre, Estadio Manolo Santana          |                                        |                                     |                                        |            |                           |                                        |                           |  |    |                      |                      |                      |
|  | 8                                               | Sèrbia                                 | 1                                   |                                        |            |                           |                                        |                           |  |    |                      |                      |                      |
|  | 8                                               | Sèrbia                                 | 1                                   | 23 de novembre, Estadio Manolo Santana |            |                           |                                        |                           |  |    |                      |                      |                      |
|  | 17                                              | Rússia                                 | 2                                   |                                        |            |                           |                                        |                           |  |    |                      |                      |                      |
|  | 17                                              | Rússia                                 | 2                                   |                                        | 17         | Rússia                    | 1                                      |                           |  |    |                      |                      |                      |
|  | 21 de novembre, Estadio Manolo Santana          |                                        |                                     |                                        | 17         | Rússia                    | 1                                      |                           |  |    |                      |                      |                      |
|  |                                                 | 13                                     | Canadà                              | 2                                      |            |                           |                                        |                           |  |    |                      |                      |                      |
|  | 9                                               | 13                                     | Canadà                              | 2                                      | Austràlia  | 1                         |                                        |                           |  |    |                      |                      |                      |
|  | 9                                               |                                        |                                     |                                        | Austràlia  | 1                         | 24 de novembre, Estadio Manolo Santana |                           |  |    |                      |                      |                      |
|  | 13                                              | Canadà                                 | 2                                   |                                        |            |                           |                                        |                           |  |    |                      |                      |                      |
|  | 13                                              | Canadà                                 | 2                                   |                                        |            |                           |                                        |                           |  | 13 | Canadà               | 0                    |                      |
|  | 22 de novembre, Estadio Arantxa Sánchez Vicario |                                        |                                     |                                        |            |                           |                                        |                           |  | 13 | Canadà               | 0                    |                      |
|  |                                                 | 7                                      | Espanya                             | 2                                      |            |                           |                                        |                           |  |    |                      |                      |                      |
|  | 5                                               | 7                                      | Espanya                             | 2                                      | Regne Unit | 2                         |                                        |                           |  |    |                      |                      |                      |
|  | 5                                               | 23 de novembre, Estadio Manolo Santana |                                     |                                        | Regne Unit | 2                         |                                        |                           |  |    |                      |                      |                      |
|  | 11                                              | Alemanya                               | 0                                   |                                        |            |                           |                                        |                           |  |    |                      |                      |                      |
|  | 11                                              | Alemanya                               | 0                                   |                                        | 5          | Regne Unit                | 1                                      |                           |  |    |                      |                      |                      |
|  | 22 de novembre, Estadio Manolo Santana          |                                        |                                     |                                        | 5          | Regne Unit                | 1                                      |                           |  |    |                      |                      |                      |
|  |                                                 | 7                                      | Espanya                             | 2                                      |            |                           |                                        |                           |  |    |                      |                      |                      |
|  | 3                                               | 7                                      | Espanya                             | 2                                      | Argentina  | 1                         |                                        |                           |  |    |                      |                      |                      |
|  | 3                                               |                                        |                                     |                                        | Argentina  | 1                         |                                        |                           |  |    |                      |                      |                      |
|  | 7                                               | Espanya                                | 2                                   |                                        |            |                           |                                        |                           |  |    |                      |                      |                      |

### Quarts de final

#### Sèrbia vs. Rússia
| · Sèrbia · 1 | Estadio Manolo Santana 22 de novembre de 2019 Dura interior | Estadio Manolo Santana 22 de novembre de 2019 Dura interior     | · Rússia · 2 |     |      |  |
| \| \| \| \| 1 \| 2 \| 3 \| \| \| - \| --------------- \| --------------------------------------------------------------- \| --- \| --- \| ---- \| \| \| 1 \| Sèrbia · Rússia \| Filip Krajinović Andrei Rubliov \| 1 6 \| 2 6 \| \| \| \| 2 \| Sèrbia · Rússia \| Novak Đoković Karén Khatxànov \| 6 3 \| 6 3 \| \| \| \| 3 \| Sèrbia · Rússia \| Novak Đoković / Viktor Troicki Karén Khatxànov / Andrei Rubliov \| 4 6 \| 6 4 \| 68 7 \| \| |                                                             |                                                                 |              |     |      |  |
| |                                                             |                                                                 | 1            | 2   | 3    |  |
| 1 | Sèrbia · Rússia                                             | Filip Krajinović Andrei Rubliov                                 | 1 6          | 2 6 |      |  |
| 2 | Sèrbia · Rússia                                             | Novak Đoković Karén Khatxànov                                   | 6 3          | 6 3 |      |  |
| 3 | Sèrbia · Rússia                                             | Novak Đoković / Viktor Troicki Karén Khatxànov / Andrei Rubliov | 4 6          | 6 4 | 68 7 |  |

#### Austràlia vs. Canadà
| · Austràlia · 1 | Estadio Manolo Santana 21 de novembre de 2019 Dura interior | Estadio Manolo Santana 21 de novembre de 2019 Dura interior    | · Canadà · 2 |     |     |  |
| \| \| \| \| 1 \| 2 \| 3 \| \| \| - \| ------------------ \| -------------------------------------------------------------- \| --- \| --- \| --- \| \| \| 1 \| Austràlia · Canadà \| John Millman Vasek Pospisil \| 67 \| 4 6 \| \| \| \| 2 \| Austràlia · Canadà \| Alex de Minaur Denis Shapovalov \| 3 6 \| 6 3 \| 7 5 \| \| \| 3 \| Austràlia · Canadà \| John Peers / Jordan Thompson Vasek Pospisil / Denis Shapovalov \| 4 6 \| 4 6 \| \| \| |                                                             |                                                                |              |     |     |  |
| |                                                             |                                                                | 1            | 2   | 3   |  |
| 1 | Austràlia · Canadà                                          | John Millman Vasek Pospisil                                    | 67           | 4 6 |     |  |
| 2 | Austràlia · Canadà                                          | Alex de Minaur Denis Shapovalov                                | 3 6          | 6 3 | 7 5 |  |
| 3 | Austràlia · Canadà                                          | John Peers / Jordan Thompson Vasek Pospisil / Denis Shapovalov | 4 6          | 4 6 |     |  |

#### Regne Unit vs. Alemanya
| · Regne Unit · 2 | Estadio Arantxa Sánchez Vicari 22 de novembre de 2019 Dura interior | Estadio Arantxa Sánchez Vicari 22 de novembre de 2019 Dura interior | · Alemanya · 0 |     |      |             |
| \| \| \| \| 1 \| 2 \| 3 \| \| \| - \| --------------------- \| --------------------------------------------------------- \| ---- \| --- \| ---- \| ----------- \| \| 1 \| Regne Unit · Alemanya \| Kyle Edmund Philipp Kohlschreiber \| 6 3 \| 7 5 \| \| \| \| 2 \| Regne Unit · Alemanya \| Dan Evans Jan-Lennard Struff \| 7 6⁶ \| 3 6 \| 7 6² \| \| \| 3 \| Regne Unit · Alemanya \| Jamie Murray / Neal Skupski Kevin Krawietz / Andreas Mies \| \| \| \| no disputat \| |                                                                     |                                                                     |                |     |      |             |
| |                                                                     |                                                                     | 1              | 2   | 3    |             |
| 1 | Regne Unit · Alemanya                                               | Kyle Edmund Philipp Kohlschreiber                                   | 6 3            | 7 5 |      |             |
| 2 | Regne Unit · Alemanya                                               | Dan Evans Jan-Lennard Struff                                        | 7 6⁶           | 3 6 | 7 6² |             |
| 3 | Regne Unit · Alemanya                                               | Jamie Murray / Neal Skupski Kevin Krawietz / Andreas Mies           |                |     |      | no disputat |

#### Argentina vs. Espanya
| · Argentina · 1 | Estadio Manolo Santana 22 de novembre de 2019 Dura interior | Estadio Manolo Santana 22 de novembre de 2019 Dura interior       | · Espanya · 2 |      |     |  |
| \| \| \| \| 1 \| 2 \| 3 \| \| \| - \| ------------------- \| ----------------------------------------------------------------- \| ---- \| ---- \| --- \| \| \| 1 \| Argentina · Espanya \| Guido Pella Pablo Carreño Busta \| 63 7 \| 7 64 \| 6 1 \| \| \| 2 \| Argentina · Espanya \| Diego Schwartzman Rafael Nadal \| 1 6 \| 2 6 \| \| \| \| 3 \| Argentina · Espanya \| Máximo González / Leonardo Mayer Marcel Granollers / Rafael Nadal \| 4 6 \| 6 4 \| 3 6 \| \| |                                                             |                                                                   |               |      |     |  |
| |                                                             |                                                                   | 1             | 2    | 3   |  |
| 1 | Argentina · Espanya                                         | Guido Pella Pablo Carreño Busta                                   | 63 7          | 7 64 | 6 1 |  |
| 2 | Argentina · Espanya                                         | Diego Schwartzman Rafael Nadal                                    | 1 6           | 2 6  |     |  |
| 3 | Argentina · Espanya                                         | Máximo González / Leonardo Mayer Marcel Granollers / Rafael Nadal | 4 6           | 6 4  | 3 6 |  |

### Semifinals

#### Rússia vs. Canadà
| · Rússia · 1 | Estadio Manolo Santana 23 de novembre de 2019 Dura interior | Estadio Manolo Santana 23 de novembre de 2019 Dura interior        | · Canadà · 2 |     |      |  |
| \| \| \| \| 1 \| 2 \| 3 \| \| \| - \| --------------- \| ------------------------------------------------------------------ \| --- \| --- \| ---- \| \| \| 1 \| Rússia · Canadà \| Andrei Rubliov Vasek Pospisil \| 6 4 \| 6 4 \| \| \| \| 2 \| Rússia · Canadà \| Karén Khatxànov Denis Shapovalov \| 4 6 \| 6 4 \| 4 6 \| \| \| 3 \| Rússia · Canadà \| Karén Khatxànov / Andrei Rubliov Vasek Pospisil / Denis Shapovalov \| 3 6 \| 6 3 \| 6⁵ 7 \| \| |                                                             |                                                                    |              |     |      |  |
| |                                                             |                                                                    | 1            | 2   | 3    |  |
| 1 | Rússia · Canadà                                             | Andrei Rubliov Vasek Pospisil                                      | 6 4          | 6 4 |      |  |
| 2 | Rússia · Canadà                                             | Karén Khatxànov Denis Shapovalov                                   | 4 6          | 6 4 | 4 6  |  |
| 3 | Rússia · Canadà                                             | Karén Khatxànov / Andrei Rubliov Vasek Pospisil / Denis Shapovalov | 3 6          | 6 3 | 6⁵ 7 |  |

#### Regne Unit vs. Espanya
| · Regne Unit · 1 | Estadio Manolo Santana 23 de novembre de 2019 Dura interior | Estadio Manolo Santana 23 de novembre de 2019 Dura interior | · Espanya · 2 |      |   |  |
| \| \| \| \| 1 \| 2 \| 3 \| \| \| - \| -------------------- \| ---------------------------------------------------------- \| ---- \| ---- \| - \| \| \| 1 \| Regne Unit · Espanya \| Kyle Edmund Feliciano López \| 6 3 \| 7 63 \| \| \| \| 2 \| Regne Unit · Espanya \| Dan Evans Rafael Nadal \| 4 6 \| 0 6 \| \| \| \| 3 \| Regne Unit · Espanya \| Jamie Murray / Neal Skupski Feliciano López / Rafael Nadal \| 63 7 \| 68 7 \| \| \| |                                                             |                                                             |               |      |   |  |
| |                                                             |                                                             | 1             | 2    | 3 |  |
| 1 | Regne Unit · Espanya                                        | Kyle Edmund Feliciano López                                 | 6 3           | 7 63 |   |  |
| 2 | Regne Unit · Espanya                                        | Dan Evans Rafael Nadal                                      | 4 6           | 0 6  |   |  |
| 3 | Regne Unit · Espanya                                        | Jamie Murray / Neal Skupski Feliciano López / Rafael Nadal  | 63 7          | 68 7 |   |  |

### Final
| · Canadà · 0 | Estadio Manolo Santana 24 de novembre de 2019 Dura interior | Estadio Manolo Santana 24 de novembre de 2019 Dura interior           | · Espanya · 2 |     |   |             |
| \| \| \| \| 1 \| 2 \| 3 \| \| \| - \| ---------------- \| --------------------------------------------------------------------- \| ---- \| --- \| - \| ----------- \| \| 1 \| Canadà · Espanya \| Félix Auger-Aliassime Roberto Bautista Agut \| 63 7 \| 3 6 \| \| \| \| 2 \| Canadà · Espanya \| Denis Shapovalov Rafael Nadal \| 3 6 \| 67 \| \| \| \| 3 \| Canadà · Espanya \| Vasek Pospisil / Denis Shapovalov Marcel Granollers / Feliciano López \| \| \| \| no disputat \| |                                                             |                                                                       |               |     |   |             |
| |                                                             |                                                                       | 1             | 2   | 3 |             |
| 1 | Canadà · Espanya                                            | Félix Auger-Aliassime Roberto Bautista Agut                           | 63 7          | 3 6 |   |             |
| 2 | Canadà · Espanya                                            | Denis Shapovalov Rafael Nadal                                         | 3 6           | 67  |   |             |
| 3 | Canadà · Espanya                                            | Vasek Pospisil / Denis Shapovalov Marcel Granollers / Feliciano López |               |     |   | no disputat |